# 岩美町立岩美西小学校
岩美町立岩美西小学校（いわみちょうりつ いわみにししょうがっこう）は、鳥取県岩美郡岩美町大谷にある公立小学校。

## 概要
1992年大岩小学校と網代小学校を統合し開校。

## 沿革
現在の校舎は当初大岩小の新校舎として建設された経緯があり、完成時には統合が合意に達したため本項では大岩小についても記述する。
大岩小学校
- 1873年（明治6年）6月15日 - 大谷小学校、岩本小学校が開校。
- 1873年（明治6年）8月 - 岩本小学校を廃し、大谷小と合併。
- 1881年（明治14年）11月9日 - 岩本支校を開校。
- 1886年（明治19年）4月1日 - 大谷尋常小学校と改称。
- 1893年（明治26年）6月 - 大岩尋常小学校と改称、移転。
- 1923年（大正12年）4月1日 - 高等科を併置。
- 1941年（昭和16年）4月1日 - 国民学校令により大岩国民学校と改称。
- 1947年（昭和22年）4月1日 - 学制改革により大岩村立大岩小学校と改称、網代校と組合立東因中学校を併設。
- 1954年（昭和29年）7月1日 - 町村合併により岩美町立大岩小学校と改称。
- 1960年（昭和35年）4月25日 - 日比野山2342番地の旧東因中学校校舎に移転。
- 1983年（昭和58年）4月6日 - 火災により南校舎焼失。
- 1991年（平成3年） - 新校舎の建築が始まる（将来の網代小との統合を前提に）。
- 1992年（平成4年） 3月 - 新校舎完成、大岩小学校を閉校。

岩美西小学校
- 1992年（平成4年） 4月 - 大岩小学校と網代小学校が統合し、大岩小学校の新校舎を統合岩美西小学校として開校。

## 通学区域
- 大谷、岩本、網代

## 進学先中学校
- 岩美町立岩美中学校

## 交通アクセス
- 西日本旅客鉄道（JR西日本）山陰本線 岩美駅より：日本交通岩井線（鳥取駅行き）「岩美西小学校」バス停下車。

## 校区内の主な施設
- 網代漁港

## 著名な関係者
出身者
- 澤春蔵（実業家） - 日本交通グループ創業者

教職員
- 尾崎翠（小説家） - 元代用教員

## 通学区域が隣接している学校
- 岩美町立岩美北小学校
- 岩美町立岩美南小学校
- 鳥取市立福部未来学園